# (536922) 2015 FP345
(536922) 2015 FP345 est un objet de la ceinture de Kuiper en résonance 4:7 avec Neptune. Son diamètre serait d'environ 170 kilomètres. 